# Graševci
Graševci (Servisch cyrillisch Грашевци) is een plaats in de Servische gemeente Brus. De plaats telt 499 inwoners (2002).